# Renault Trucks
 For alternative betydninger, se Renault (flertydig). (Se også artikler, som begynder med Renault)
Renault Trucks er en fransk fabrikant af lastbiler med hovedsæde i Saint-Priest ved Lyon. Siden 2001 har det hørt til Volvo-koncernen. Fra sin grundlæggelse i 1978 og frem til 2002 hed det Renault Véhicules Industriels (fransk for "Renault Erhvervskøretøjer"), som fra 1992 blev skrevet Renault V.I., også forkortet til RVI. Frem til 2001 byggede RVI ud over lastbiler også busser.

## Historie
I 1955 opstod fabrikanten Saviem som bestanddel af den franske Renault-koncern som sammenlægning af Renaults egen fabrikation af mellemtunge og tunge lastbiler sammen med fabrikanterne Somua og Latil. Fra 1957 var Saviem også varemærket for lastbiler og busser bygget af Saviem.
Drevet af den franske stat overtog Renault i 1975 lastbilfabrikanten Berliet fra Michelin-gruppen og sammenlagde den i 1978 med Saviem til Renault Véhicules Industriels. De tidligere varemærker blev videreført frem til 1980, hvor de alle blev erstattet af navnet Renault.
Fra 1971 var Saviem også medlem af De fires klub, et joint venture mellem de fire europæiske lastbilfabrikanter DAF, Magirus-Deutz, Saviem og Volvo. De af dette joint venture opståede lette til mellemtunge lastbilsmodeller blev bygget af Saviem og senere RVI frem til 2001.
Efter at PSA Peugeot Citroën i 1978 havde overtaget Chryslers europæiske datterselskab, solgte de i 1983 Dodges tidligere lastbilsfabrikker i Storbritannien og Spanien videre til RVI i 1983. Den nyindkøbte britiske fabrik gik tilbage til lastbilfabrikation i Rootes-gruppen, oprindeligt under varemærkerne Karrier og Commer. De derved indførte typer blev, ligesom varemærket Dodge, men også i kombination med varemærket Renault, beholdt af RVI i flere år. I Spanien derimod, hvor Renault var etableret som personbilsfabrikant, blev Dodges lastbilsmodeller øjeblikkeligt omdøbt til Renault og kort tid efter afløst af franske typer.
I 1987 overtog RVI fra moderselskabet Renault 40% af den amerikanske fabrikant Mack Trucks, som i 1990 blev et datterselskab af RVI. I 1994 overtog RVI så den tjekkiske busfabrikant Karosa, og i 1997 indgik RVI et joint venture med den finske lastbilsfabrikant Sisu Auto.
I 1999 udskiltes busproduktionen under mærkerne Renault og Karosa, og blev flyttet til det nye sammen med Iveco dannede joint venture Irisbus. I 2003 blev Irisbus komplet overtaget af Iveco, mens varemærket Renault på busser allerede i 2001 blev erstattet af mærket Irisbus.
Den 2. januar 2001 blev Renault V.I. (uden Irisbus) opkøbt af Volvo-koncernen. Til gengæld købte moderselskabet Renault S.A., 15% af AB Volvo. På den måde opstod den største lastbilsfabrikant i Europa og den næststørste i verden.

## Modeller

### Civile lastbiler
- Renault C
- Renault B (Messenger)
- Renault M / Renault S (Midliner)
- Renault G (Manager/Maxter)
- Renault R (Major)
- Renault AE / Magnum
- Renault Puncher

#### Transportere
- Renault Master
- Renault Mascott

#### Byggeserier til nærkørsel
- Renault Midlum
- Renault Premium

#### Byggeserier til byggepladskørsel
- Renault Kerax
- Renault Premium Lander

#### Byggeserier til langdistancekørsel
- Renault Premium Route
- Renault Magnum
- Renault Magnum Vega

### Busser
- Renault SC 10 (tidligere Saviem) standardbus til bykørsel (1960'erne/1970'erne)
- Renault S 45 / S 53 / S 105 (tidligere Saviem)
- Renault E 7 (tidligere Saviem)
- Renault PR 100 / PR 180 / ER 100 / PER 180 (tidligere Berliet)
- Renault PR 112 / PR 118 (videreudvikling af PR 100 hhv. PR 180 med ny front)
- Renault PR 14 (tidligere Berliet)
- Renault R 212
- Renault R 312 (bybus)
- Renault Agora (senere Irisbus)
- Renault Tracer (rutebus)
- Renault Ares (senere Irisbus)
- Renault FR1 (turistbus)
- Renault Iliade (senere Irisbus)

### Millitærkøretøjer
Militærkøretøjerne sælges af datterselskabet Renault Trucks Defense S.A..

#### Transportere
- Renault Sherpa 2–3
- Renault Sherpa 5–20
- Renault VAB
- Renault VBMO

#### Panserkøretøjer
- Renault Char B1
- Renault FT-17
- Renault FT-18
- Renault R-35

### Konceptbiler
- Renault Radiance
- Renault Hybrys
- Renault VE20